# Loubieng
Loubieng (okzitanisch: Lobienh) ist eine französische Gemeinde mit 493 Einwohnern (Stand: 1. Januar 2022) im Département Pyrénées-Atlantiques in der Region Nouvelle-Aquitaine (bis 2016: Aquitanien). Sie gehört zum Arrondissement Pau, zum Kanton Le Cœur de Béarn (bis 2015: Kanton Lagor) und zum Gemeindeverband Lacq-Orthez.

## Geografie
Loubieng liegt etwa 35 Kilometer westnordwestlich von Pau in der historischen Provinz Béarn. Umgeben wird Loubieng von den Nachbargemeinden Laà-Mondrans im Norden, Castetner im Nordosten, Maslacq im Osten, Sauvelade im Südosten, Audaux im Süden, Castetbon im Südwesten sowie Ozenx-Montestrucq im Westen.

## Bevölkerungsentwicklung
| Jahr                      | 1962 | 1968 | 1975 | 1982 | 1990 | 1999 | 2006 | 2013 |
| Einwohner                 | 418  | 414  | 416  | 400  | 432  | 447  | 447  | 471  |
| Quelle: Cassini und INSEE |      |      |      |      |      |      |      |      |

## Sehenswürdigkeiten
- Kirche Saint-Martin, Ende des 19. Jahrhunderts erbaut

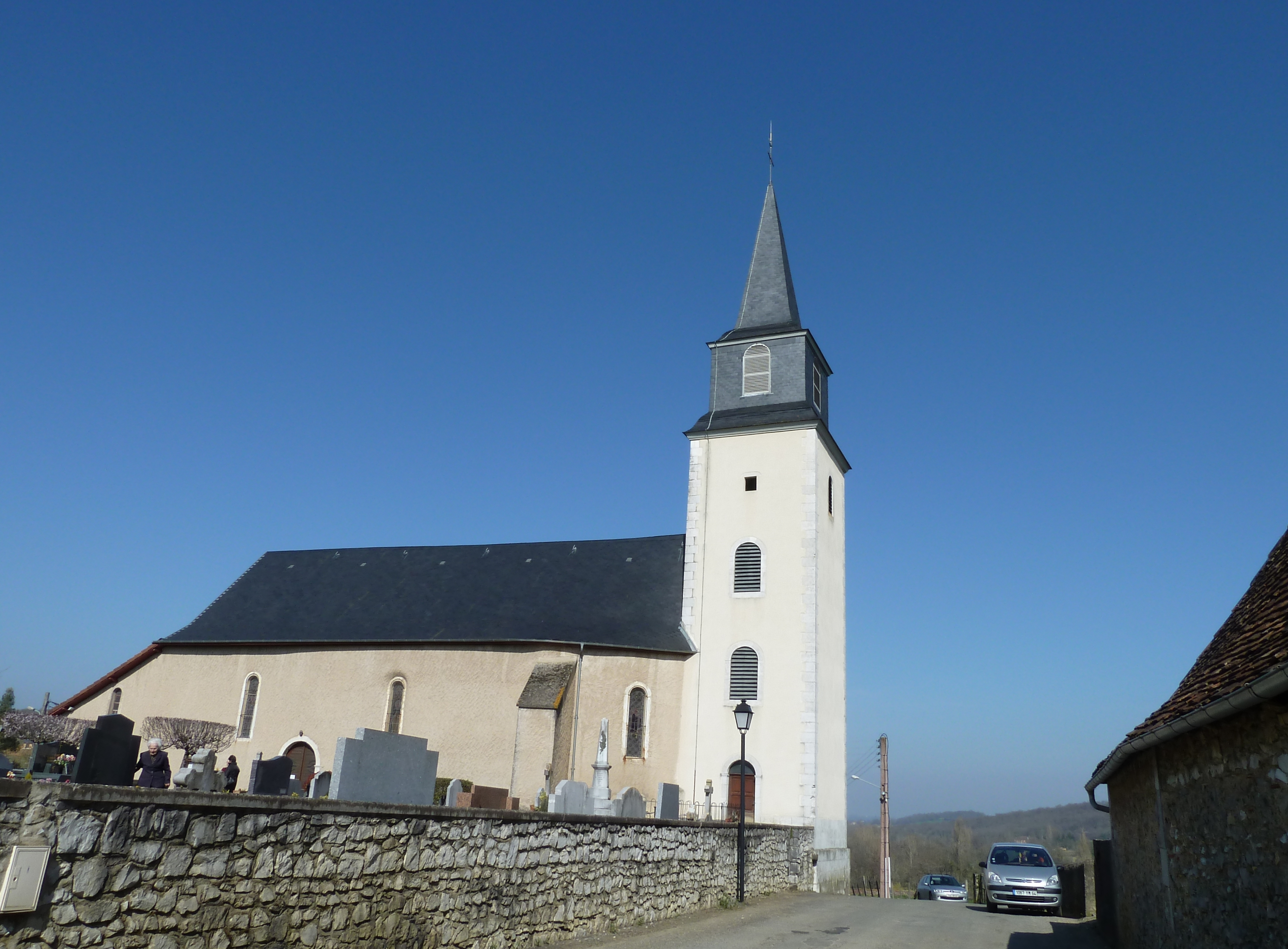
Kirche Saint-Martin